# Генерал Шерман (дерево)
Генера́л Ше́рман (англ. General Sherman) — экземпляр секвойядендрона гигантского (Sequoiadendron giganteum), растущий в «Гигантском лесу» национального парка «Секвойя» в Калифорнии, США. Первое по объёму и массе дерево на Земле. Высота «Генерала Шермана» — 85 м (по состоянию на 2018 год), масса оценивается в 1910 т (оценка 1938 года), объём ствола — в 1487 м³, возраст — в 2300—2700 лет.
Дерево «Генерал Шерман» — самый большой и самый тяжёлый живой организм на планете (не считая клональных колоний, крупнейшая из которых, роща тополя осинообразного под названием Пандо, весит около 6000 т). Однако оно не является ни самой высокой секвойей (этот рекорд принадлежит экземпляру секвойи вечнозелёной, известному под названием «Гиперион»), ни самым высоким представителем секвойядендронов (так как известны экземпляры высотой 95 м, но они имеют меньший объём).
Известно также, что срубленный в середине 1940-х годов «Гигант Крэннелл-Крик» (англ. Crannell Creek Giant) вида секвойя вечнозелёная, росший около города Тринидада, был на 15—25 % большего объёма, чем «Генерал Шерман».

## Описание
Дерево получило своё название в 1879 году в честь генерала Гражданской войны США Уильяма Текумсе Шермана. Автор прозвища — натуралист Джеймс Уолвертон (James Wolverton), служивший во время войны лейтенантом в 9-м индианском кавалерийском корпусе под командованием Шермана. В 1886—1892 годах, когда округа принадлежала коммуне утопических социалистов Кавиа Колони (Kaweah Colony), дерево переименовали в честь Карла Маркса, приняв во внимание плачевную роль генерала Шермана в насильственном переселении коренных народов и Индейских войнах, но затем здесь был организован национальный парк, и секвойю вновь стали называть по-старому.
В 1931 году путём сравнения параметров дерева с другим гигантским секвойядендроном, «Генералом Грантом», было установлено, что именно «Генерал Шерман» — крупнейшее по объёму древесины дерево в мире.
В январе 2006 года самая большая ветвь — диаметром около 2 м и длиной около 30 м — отпала, повредив выстроенный вокруг дерева забор и оставив вмятину на прогулочной дорожке. Свидетелей происшествия не было. Считается, что событие не говорит о проблемном состоянии дерева, а может быть естественным защитным механизмом от неблагоприятных погодных условий. Даже с учётом потери «Генерал Шерман» остаётся крупнейшим деревом в мире.

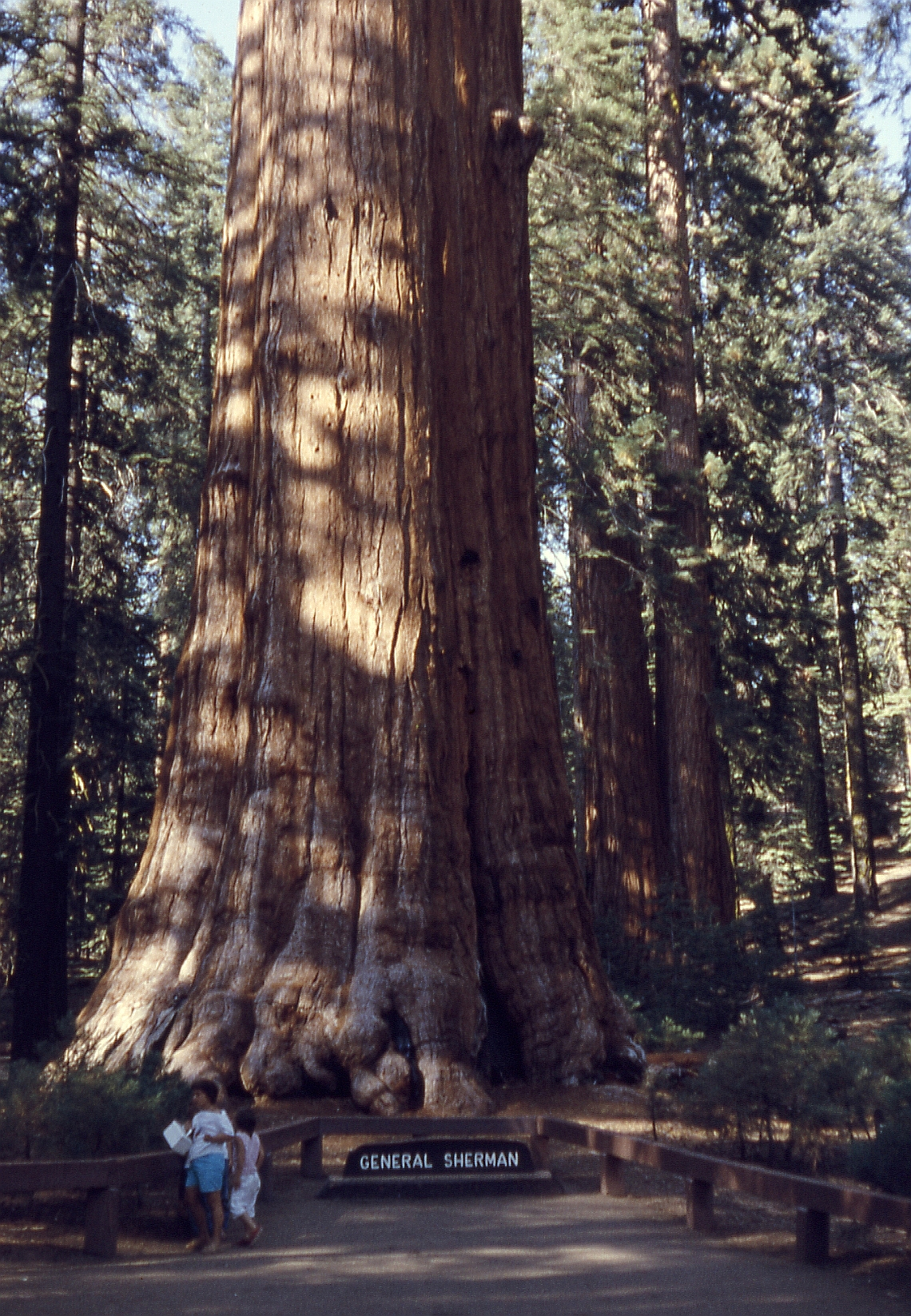
Основание дерева (сентябрь 1962 года).
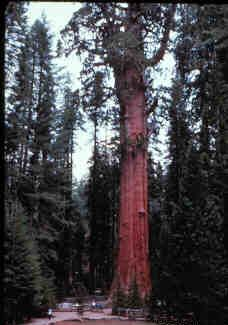
«Генерал Шерман» до потери ветви в 2006 году; утраченная ветвь видна в правой верхней части снимка (фото сделано не позднее марта 1997 года).
Вид на дерево от основания (изображение искажено из-за съёмки сверхширокоугольным объективом).

## Размеры дерева
| Высота                                                  | 85 м    |
| Окружность ствола у земли                               | 31,3 м  |
| Максимальный диаметр ствола у основания                 | 11,1 м  |
| Диаметр ствола на высоте 1,4 метра                      | 7,7 м   |
| Диаметр ствола на высоте 18 метров над основанием       | 5,3 м   |
| Диаметр ствола на высоте 55 метров над основанием       | 4,3 м   |
| Диаметр самой большой ветви                             | 2,1 м   |
| Высота расположения первой крупной ветви над основанием | 39,6 м  |
| Средний размах кроны                                    | 32,5 м  |
| Объём ствола (оценка)                                   | 1487 м³ |
| Общая масса (влажная; оценка 1938 г.)                   | 1910 т  |
| Масса ствола (влажная; оценка 1938 г.)                  | 1121 т  |

## Упоминания в литературе
«Генерал Шерман» упоминается в нескольких литературных произведениях. В частности, в книге И. Ильфа и Е. Петрова «Одноэтажная Америка» имеется следующий абзац:
Самому большому дереву четыре тысячи лет. Называется оно «Генерал Шерман». Американцы — люди чрезвычайно практичные. Возле «Шермана» висит табличка, где с величайшей точностью сообщается, что из одного этого дерева можно построить сорок домов, по пяти комнат в каждом доме, и что если это дерево положить рядом с поездом «Юнион Пасифик», то оно окажется длиннее поезда. А глядя на дерево, на весь этот прозрачный и тёмный лес, не хотелось думать о пятикомнатных квартирах и поездах «Юнион Пасифик». Хотелось мечтательно произносить слова Пастернака: «В лесу клубился кафедральный мрак» — и стараться как можно спокойней представить себе, что это «семейство хвойных» мирно росло, когда на свете не было не только Колумба, но и Цезаря, и Александра Македонского, и даже египетского царя Тутанхаммона.
Ещё одна отсылка к дереву встречается в повести-сказке Эптона Синклера «Гномобиль — гнеобычные гновости о гномах», когда один из главных героев, гном Бобо, решает выбрать себе имя Генерал Шерман:
Бобо решил, что он тоже должен путешествовать инкогнито, — одна из виденных ими гигантских секвой была названа «генерал Шерман», — Бобо решил, что он тоже будет называться генерал Шерман, пока не придумает что-нибудь получше.